# Tiếng Pu Péo
Tiếng Pú Péo (tên tự gọi: qa0 biau33; tên tiếng Trung Pǔbiāo 普标 Phổ Tiêu) là một ngôn ngữ Kra, là tiếng nói của người Pu Péo ở miền Bắc Việt Nam và Vân Nam, Trung Quốc. Chưa rõ ý nghĩa của cái tên "Pu Péo".
Tiếng Pu Péo đang bị đe doạ nghiêm trọng. Thêm nữa, đa số người Pu Péo không có điều kiện tiếp cận nước sạch.
Tiếng Maza, một ngôn ngữ Lô Lô-Miến nói ở gần vùng người Pu Péo, nổi bật ở chỗ có một lớp nền tiếng Pu Péo (Hsiu 2014:68-69).

## Phân bố
Ở Việt Nam, tiếng Pu Péo được nói ở làng Phố Là và Sủng Chéng tại huyện Đồng Văn, tỉnh Hà Giang, và có lẽ ở cả huyện Yên Minh và Mèo Vạc.
Tran (2011: 15) ghi nhận tiếng Pu Péo được nói ở các địa điểm sau của tỉnh Hà Giang.
- Phố Là, Sùng Chéng, Phố Bảng, Phó Cáo và xã Má Lé của huyện Đồng Văn
- Cháng Lổ và Sùng Chéng của xã Phú Lũng, huyện Yên Minh
- Tiến Xuân, xã Yên Cường, huyện Bắc Mê
- Huyện Mèo Vạc

Người Pu Péo ở Việt Nam tuyên bố rằng họ đã sống lâu đời ở các làng sau ở Việt Nam và Trung Quốc (Tran 2011: 16).
- Huyện Đồng Văn, Việt Nam 
  - Phố Bảng (Mó Biêng)
  - Phó Cáo (Mó Cao)
  - Phó Là (Mó Nê)
  - Phó Lủng (Mó Căn)
- Huyện Ma Lật Pha, Trung Quốc 
  - Phú Trú (Mó Nương)
  - Phú Trác (Mó Căn)
  - Phú Pliông (Mó Phuông)
  - Phú Trao (Mó Rào)

Ở Trung Quốc, tiếng Pu Péo được nói ở Thiết Xưởng 铁厂 và Đổng Can 懂干 ở huyện Ma Lật Pha, châu tự trị Tráng Miêu Văn Sơn, Vân Nam (Liang, et al. 2007). Nhiều người Pu Péo đã chuyển sang tiếng Quan Thoại Tây Nam, mặc dù nó vẫn được sử dụng ở các làng như Phổ Phong 普峰.

## Âm vị học
Tiếng Pu Péo có các thanh sau: A1, A2, B1, B2, C1, C2, D1, D2.
Giống như tiếng Cờ Lao Trắng và tiếng Bố Ương, từ trong tiếng Pu Péo có thể mang cấu trúc âm tiết rưỡi hiếm thấy trong ngữ hệ Thái-Kadai.